# 犬问荆
犬问荆（学名：Equisetum palustre）为木贼科木贼属下的一个种。

## 扩展阅读
- 維基物種上的相關：犬问荆